# Tortilla
Tortilla là một loại bánh mì dạng dẹt được làm từ bột bắp hoặc bột mì có xuất xứ từ Mexico và các nước châu Nam Mỹ. Bánh Tortilla là một nét độc đáo của ẩm thực Mexico. Loại truyền thống dùng bột bắp. Tortilla dùng làm vỏ, có thể thêm nhân thịt, trứng, rau và guacamole.

## Tổng quan
Loại bánh này phổ biến ở Trung Mỹ, có mặt hàng trăm năm nay từ thời Tiền Colombo. Về tên gọi "tortilla" thì gốc là từ tiếng Tây Ban Nha "torta", tức là một loại bánh hình tròn. Tiếp vĩ ngữ "-illa" có nghĩa là "be bé" nên tortilla là bánh tròn be bé. 
Tortilla là một phần cơ bản trong bữa ăn người Mexico với hơn 104 triệu dân tiêu thụ mỗi ngày ít nhất một lần, tương tự như người Việt dùng cơm nhưng ở dạng như cái bánh tráng.  
Tortilla được dùng như một thành phần trong các món taco, burrito và enchilada, khác nhau là nhân bên trong và cách nấu: chiên, hấp, nướng. Bánh truyền thống dùng bột bắp hòa với nước, thêm một số loại gia vị rồi đem chiên khô trên chảo nóng. Bánh được ăn kèm với các loại nhân hay súp.